# بخش کندراپارا
بخش کندراپارا (به انگلیسی: Kendrapara district) یک بخش در هند است که در اودیسا واقع شده‌است. بخش کندراپارا ۲٬۶۴۴ کیلومتر مربع مساحت و ۱٬۴۳۹٬۸۹۱ نفر جمعیت دارد.